# Eslourenties-Daban
Eslourenties-Daban är en kommun i departementet Pyrénées-Atlantiques i regionen Nouvelle-Aquitaine i sydvästra Frankrike. Kommunen ligger i kantonen Morlaàs som tillhör arrondissementet Pau. År 2022 hade Eslourenties-Daban 376 invånare.

## Befolkningsutveckling
Antalet invånare i kommunen Eslourenties-Daban
| Referens: INSEE |